# Russinho
Pour les articles homonymes, voir Siqueira et Queiroz (homonymie).
Moacyr Siqueira de Queiróz, surnommé Russinho (né le 19 décembre 1902 à Rio de Janeiro et mort le 14 août 1992 au Brésil), était un joueur international de football brésilien qui jouait au poste d'attaquant.

## Carrière
Il a joué attaquant à l'Andarahy, au Vasco da Gama et à Botafogo où il finit sa carrière.

## Palmarès

### Compétitions régionales
- championnat Carioca : 4

Vasco da Gama : 1924, 1929, 1934
Botafogo : 1935